# Stazione di Campobasso Duca d'Aosta
La stazione di Campobasso Duca d'Aosta è una fermata ferroviaria posta sul tronco comune alle linee Termoli-Venafro e Campobasso-Benevento, all'interno della città di Campobasso.

## Storia
La fermata di Duca d'Aosta venne attivata il 2 dicembre 2019. La stazione aprirà con l'apertura della Metropolitana leggera Matrice-Campobasso-Bojano.

## Strutture e impianti
La fermata, posta alla progressiva chilometrica 83+390 fra le stazioni di Campobasso e di Baranello, conta un unico binario, servito da un marciapiede lungo 125 m e alto 25 cm sul piano del ferro.